# Alexteroon
Genre
Alexteroon est un genre d'amphibiens de la famille des Hyperoliidae.

## Répartition
Les trois espèces de ce genre se rencontrent au Cameroun, au Gabon, en Guinée équatoriale et en République du Congo.

## Liste des espèces
Selon Amphibian Species of the World (10 juin 2017) :
- Alexteroon hypsiphonus Amiet, 2000
- Alexteroon jynx Amiet, 2000
- Alexteroon obstetricans (Ahl, 1931)

## Étymologie
Le nom du genre Alexteroon vient des mots alexter, proctecteur, et de oon, œuf, en référence au comportement des membres de ce genre.

## Publication originale
- Perret, 1988 : Sur quelques genres d’Hyperoliidae (Anura) restés en question. Bulletin de la Société neuchâteloise des Sciences Naturelles, vol. 111, p. 35–48 (texte intégral).